# 콘스탄체 폰 외스터라이히

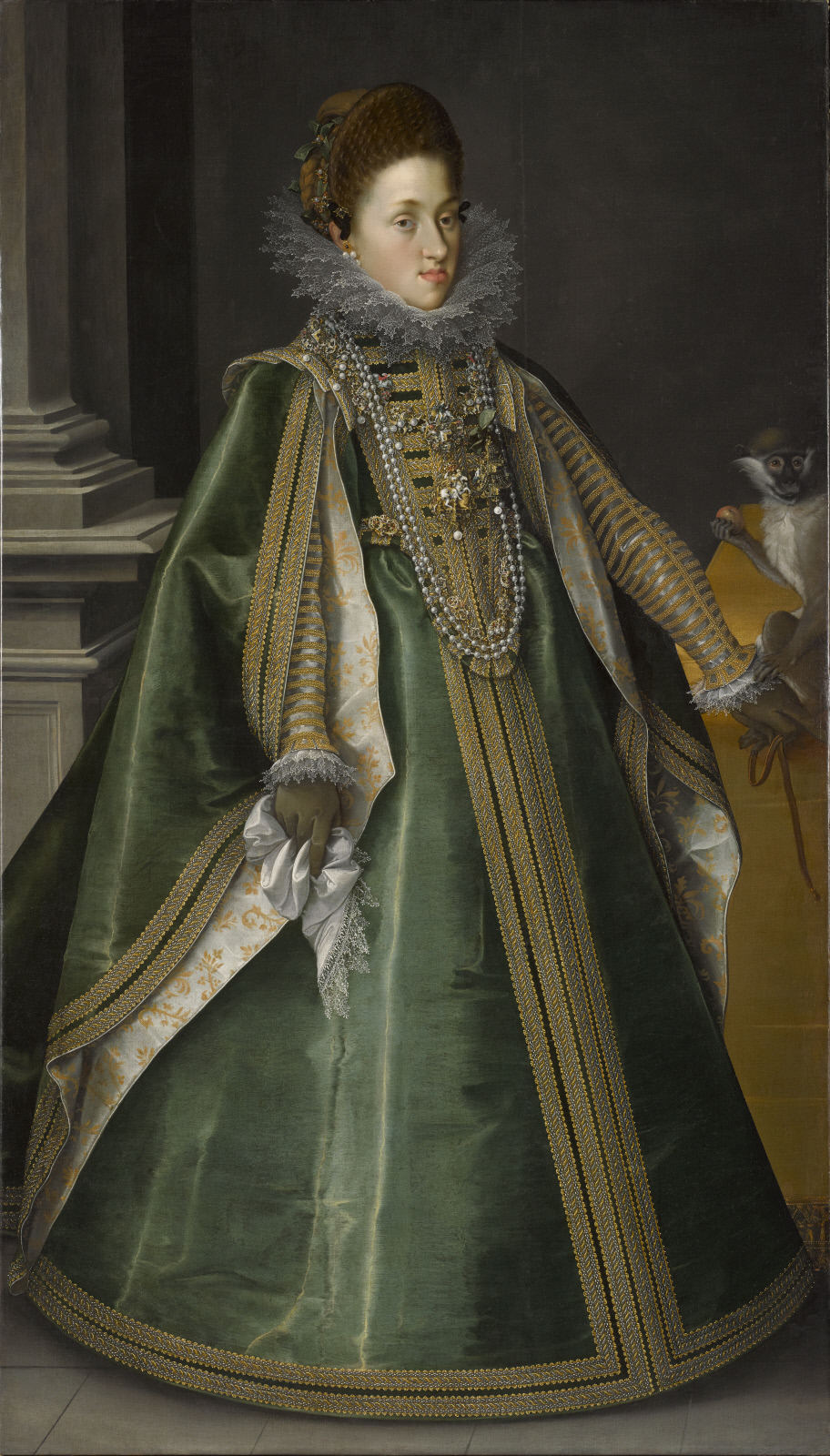
폴란드 왕비 콘스탄치아

오스트리아의 콘스탄체(Constanze von Österreich, 1588년 12월 24일 ~ 1631년 7월 10일)는 폴란드 국왕 지그문트 3세 바사의 두 번째 왕비이다. 폴란드식 이름은 콘스탄차 합스부르잔카(폴란드어: Konstancja Habsburżanka)이다. 오스트리아 대공 카를 2세와 마리아 아나 대공비의 딸이다. 형제로는 오빠 신성 로마 제국의 황제 페르디난트 2세, 오스트리아 대공 레오폴트 5세, 언니 스페인 왕비 마르가레테 등이 있다. 큰언니 아나는 남편의 첫 번째 아내이기도 했다.

## 자녀
- 얀 카지미에시(1607~1608)
- 얀 2세 카지미에시 바사(1608~1672) 폴란드 국왕
- 얀 알베르트(1612~1634)
- 카롤 페르디난트(1613~1655)
- 알렉산데르 카롤(1614~1634)
- 안나 콘스탄치아(1616)
- 안나 카타지나 콘스탄치아(1619~1651) 팔츠 선제후비